# Pellucid marginal degeneration
Pellucid marginell degeneration (PMD) är en degenerering av hornhinnans tillstånd. PMD är en variant av keratokonus. Vanligtvis förekommer PMD i bägge ögonen, men ensidiga fall har rapporterats. Sjukdomen har varit känd sedan 1957. Förekomsten av PMD är extremt sällsynt, och det är okänt exakt hur många fall som inträffar varje år då den kan förväxlas med keratokonus eller "Terrien's peripheral corneal degeneration".

## Symptom

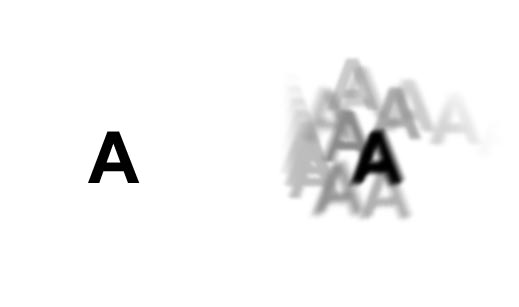
Exempel på skuggbilder som kan ses av en person med PMD.

Synen försämras gradvis då hornhinnan förtunnas och buktar fram. Hornhinnan skall normalt vara välvd och jämn så att ljuset bryts symmetriskt mot ögats lins och vidare mot näthinnan. Vid PMD sker en försvagning av hornhinnan så att formen blir mer kägelformad. Synen försämras som en följd av hornhinnans oregelbundna form, vilket leder till astigmatism och skuggbilder. Försämringen kan bli mycket allvarlig över tiden.

## Orsak
Ingen känd orsak till sjukdomen har konstaterats. Det kan finnas ett samband mellan PMD och sklerodermi. Faktorer som ras, kön eller ålder har inte kunnat korreleras till sjukdomen även om symptom brukar framträda 20-40-årsåldern.

## Behandling
På grund av förtunningen av hornhinnan, är det normalt olämpligt med behandling som LASIK och fotorefraktiv keratektomi (PRK).

### Kontaktlinser
Synskärpan kan i lindriga fall korrigeras med hjälp av korrigerade linser, oftast med stabila kontaktlinser med överrefraktion. Patienter som använder sådana linser har i vissa fall fått problem med bländning och kontrastkänslighet, men det är oklart om detta beror på att hornhinnesjukdomen eller själva kontaktlinsen.

### Intacs
Användningen av intacsimplantat har testats som en behandling för PMD, med förbättring av synskärpan efter elva månader .

### Corneal cross-linking
Corneal cross-linking (CXL) är inte en behandling som bidrar till någon större synförbättring, utan enbart låser hornhinnan i det läge den har vid behandlingens början. Vid CXL används riboflavin tillsammans med UV-ljus. Denna kombination förstärker bindvävstrådarna i hornhinnan.
Vid behandlingen löses yttersta skiktet av hornhinnans epitel upp med 35 % alkohol, därefter rullas epitelet bort med en piltork. Under 20–30 minuter droppas riboflavin varannan minut. Hornhinnans tjocklek kontrolleras. Hornhinnan ska ha en tjocklek på minst 400 µm innan CXL-behandling påbörjas. Därefter belyses ögat med UV-ljus med en våglängd på 365–370 nm. Under strålningen tillsätts riboflavin var tredje minut.
Efter behandlingen ges antibiotikadroppar och ibland även kortisondroppar enligt ett schema. Det tar ungefär två dygn för ytskiktet, epitelet, att läka tillbaka över hornhinnan. När läkningen pågår förekommer normalt extrem smärta i ögat. Vanliga bedövningsdroppar kan ej användas, ty de är toxiska för hornhinnan och hindrar läkningen. Efter behandlingen är det riktigt suddigt för ögat, men det avtar normalt efter 1-2 månader. Det är vanligt att synen varierar ganska mycket de första veckorna.